# Pomagalski
Pomagalski, besser bekannt als POMA, ist ein französischer Seilbahnbauer mit Sitz in Voreppe, Département Isère bei Grenoble.

## Unternehmensprofil

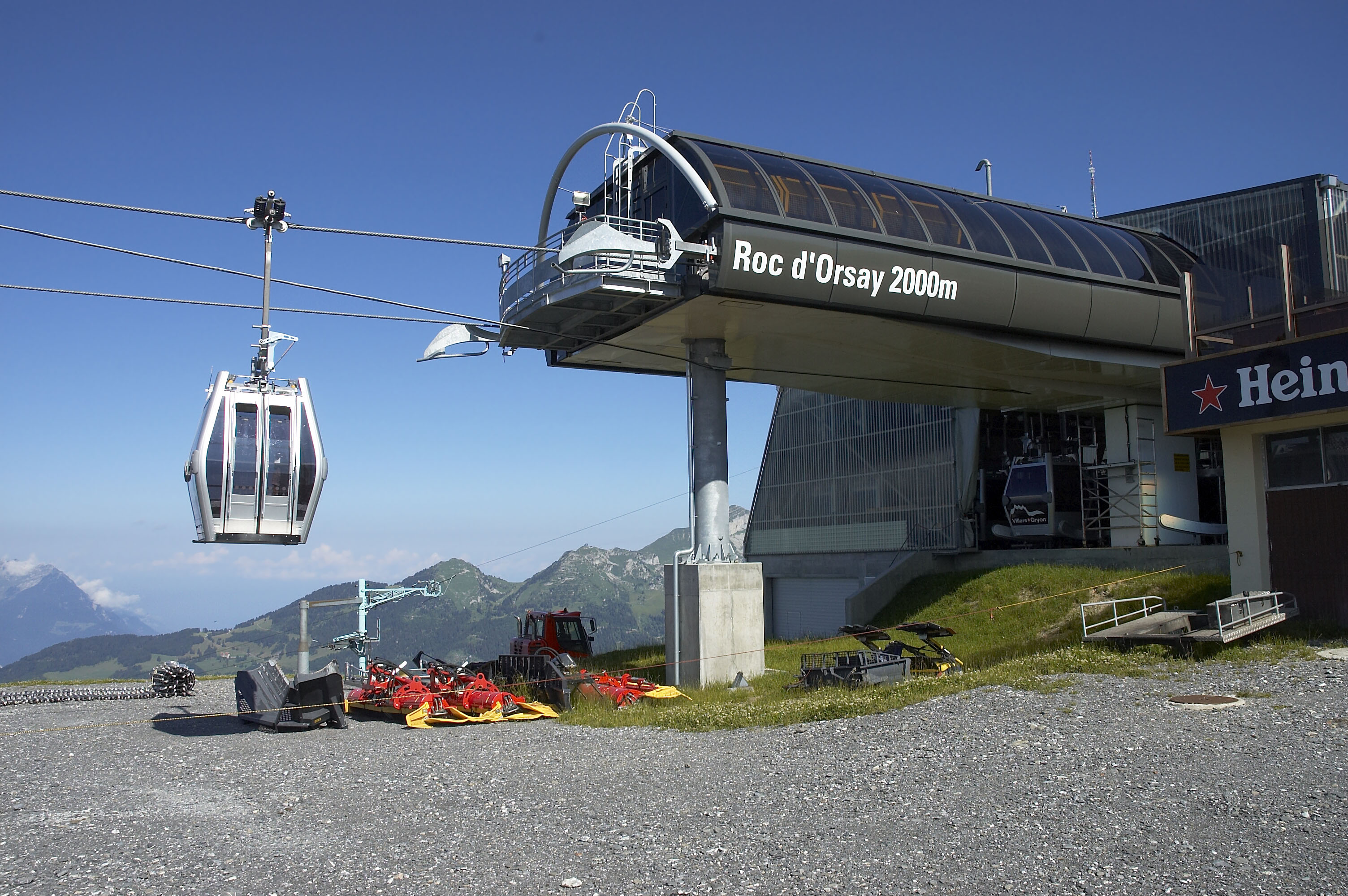
Von POMA gebaute Gondelbahn in Villars-sur-Ollon

Die Produktpalette von Pomagalski umfasst alle Anlagen des Seilbahnbaus, von Standseilbahnen über Pendelbahnen, von Gondelbahnen über Sesselbahnen bis zu Schleppliften, Materialseilbahnen und Kabelkranen. POMA hat nach eigenen Angaben über 7800 Anlagen in 73 Ländern gebaut und ist einer der Weltmarktführer im Seilbahnbau. POMAs wichtigster Konkurrent ist die österreichisch-schweizerische Doppelmayr Garaventa Gruppe. Die Leitner AG war ebenfalls ein bedeutender Konkurrent, bis Michael Seeber, der Inhaber der Leitner AG, im Jahr 2000 die Aktien der Pomagalski S.A. übernahm.

## Unternehmensstruktur
Das Unternehmen Pomagalski bildet mit dem Seilbahnbauer Leitner mit Sitz in Sterzing (Südtirol/Italien) eine strategische Partnerschaft. In Nordamerika treten beide Unternehmen gemeinsam als Leitner Poma of America und als Leitner Poma Canada auf. Die französische Pomagalski hat zahlreiche Tochtergesellschaften und Repräsentanzen in den verschiedensten Ländern der Welt. Darunter sind insbesondere zu nennen:
- Leitner Poma of America in Grand Junction (Colorado), USA, die Seilbahnen für Nordamerika, Australien und Neuseeland herstellen;[4]
- Agudio s.p.a in Leini, Torino, eine schon 1861 gegründete italienische Gesellschaft, die sich heute auf Standseilbahnen und spezielle Transportsysteme konzentriert;[6]
- Sigma Composite in Veyrins, Isère, der Kabinen- und Karosseriebauer der Gruppe;[7]
- SEMER in Le Fayet, Haute-Savoie, die die Automatisierung und die elektronische Ausrüstung liefern;[8]
- COMAG in Bourg-Saint-Maurice, Savoie, die den Ingenieurbau und die Montage der Seilbahnen durchführen.[9]

## Firmengeschichte
Die Pomagalski S.A. wurde 1947 von Jean Pomagalski in Fontaine, einem Vorort von Grenoble, gegründet. Die Tellerlifte hatten in den ersten Jahren den größten Anteil an der Produktion, die jedoch bald auf andere Systeme erweitert wurde.
Ab 1975 produzierte die tschechoslowakische Firma TPMP mit Sitz im slowakischen Kežmarok Seilbahnen und Skilifte nach Lizenz von Pomagalski unter dem Markennamen TATRAPOMA. Die Zusammenarbeit endete 1991. Das Unternehmen firmiert heute als Tatralift.
Mit der Übernahme der Aktien durch Michael Seeber wurde der Firmenname in Pomagalski geändert und die Société anonyme (S.A.) in eine Société par actions simplifiée (S.A.S.) umgewandelt.
Zu POMAs bekanntesten Anlagen gehören die 1958 gebaute Seilbahn auf die Aiguille du Midi, die 1973 erneuerte Seilbahn auf den Zuckerhut in Rio de Janeiro, die 1995 eröffnete Skyrail Rainforest Cableway in Australien, der Vanoise Express mit der größten zweistöckigen Kabine Europas, der TelefériQo in Quito mit der, zum Zeitpunkt der Eröffnung, höchsten Bergstation der Welt und der Neubau der Roosevelt Island Tramway in New York.
POMA stellte für den 2016 fertiggestellten Aussichtsturm British Airways i360 im südenglischen Brighton die verglaste Aussichtskanzel her.